# Calinaga fokienensis
Calinaga fokienensis är en fjärilsart som beskrevs av Hans Fruhstorfer 1914. Calinaga fokienensis ingår i släktet Calinaga och familjen praktfjärilar. Inga underarter finns listade i Catalogue of Life.